# Aleksandr Degtyarev
Aleksandr Degtyarev (n. 26 martie 1955) este un canoist ce a reprezentat Uniunea Republicilor Sovietice Socialiste, medaliat olimpic. A participat la o ediție a Jocurilor Olimpice (1976) în care a câștigat o medalie de aur.

## Participări
Lista de mai jos prezintă principalele competiții la care a participat Aleksandr Degtyarev de-a lungul carierei.
- canoeing at the 1976 Summer Olympics – men's K-4 1000 metres[*]